# Hemisilurus mekongensis
Hemisilurus mekongensis es una especie de peces de la familia Siluridae en el orden de los Siluriformes.

## Morfología
• Los machos pueden llegar alcanzar los 80 cm de longitud total.

## Hábitat
Es un pez de agua dulce y de clima tropical.

## Alimentación
Come gusanos, plantas, insectos y restos animales.

## Distribución geográfica
Se encuentran en Asia: es una especie de pescado endémica de la  cuenca del río Mekong.

## Uso comercial
Es vendido fresco.